# Manchester United Football Club 1982-1983
Questa voce raccoglie le informazioni riguardanti il Manchester United Football Club nelle competizioni ufficiali della stagione 1982-1983.

## Stagione
Immediatamente eliminato dalla Coppa UEFA a causa di una sconfitta in rimonta nella gara di ritorno del primo turno con il Valencia, in campionato il Manchester United non riuscì a tenere il passo del Liverpool ma lottò per confermare l'accesso nelle coppe europee mantenendo a lungo la seconda posizione fino all'emergere del neopromosso Watford, che lo superò nelle ultime giornate.
Nel corso della stagione i Red Devils erano arrivati a raggiungere le finali di entrambe le coppe nazionali: se in Coppa di Lega la squadra venne battuta ai supplementari dal Liverpool, nella FA Cup un iniziale pareggio fra le due squadre necessitò la disputa di un replay, vinto nettamente dai Red Devils che ottennero il loro quinto titolo e l'ingresso alla Coppa delle Coppe.

## Maglie
Lo sponsor tecnico per la stagione 1982-1983 è Adidas, mentre lo sponsor ufficiale è Sharp Electronics.
| Casa | Trasferta | Terza divisa |  |

## Rosa
| N. |                        | Ruolo | Calciatore        |
| -- | ---------------------- | ----- | ----------------- |
|    | Inghilterra (bandiera) | P     | Gary Bailey       |
|    | Inghilterra (bandiera) | P     | Jeff Wealands     |
|    | Scozia (bandiera)      | D     | Arthur Albiston   |
|    | Scozia (bandiera)      | D     | Martin Buchan     |
|    | Inghilterra (bandiera) | D     | Mike Duxbury      |
|    | Inghilterra (bandiera) | D     | John Gidman       |
|    | Irlanda (bandiera)     | D     | Paul McGrath      |
|    | Scozia (bandiera)      | D     | Gordon McQueen    |
|    | Irlanda (bandiera)     | D     | Kevin Moran       |
|    | Inghilterra (bandiera) | C     | Steve Coppell     |
|    | Inghilterra (bandiera) | C     | Laurie Cunningham |

| N. |                             | Ruolo | Calciatore       |
| -- | --------------------------- | ----- | ---------------- |
|    | Galles (bandiera)           | C     | Alan Davies      |
|    | Irlanda (bandiera)          | C     | Ashley Grimes    |
|    | Inghilterra (bandiera)      | C     | Remi Moses       |
|    | Paesi Bassi (bandiera)      | C     | Arnold Mühren    |
|    | Inghilterra (bandiera)      | C     | Bryan Robson     |
|    | Inghilterra (bandiera)      | C     | Ray Wilkins      |
|    | Inghilterra (bandiera)      | A     | Peter Beardsley  |
|    | Scozia (bandiera)           | A     | Lou Macari       |
|    | Scozia (bandiera)           | A     | Scott McGarvey   |
|    | Irlanda (bandiera)          | A     | Frank Stapleton  |
|    | Irlanda del Nord (bandiera) | A     | Norman Whiteside |

## Risultati

### EFL Cup
| Arbitro: | Courtney |

|                        |           |               |
| Kennedy 75’ Whelan 98’ | Marcatori | 12’ Whiteside |

### FA Cup
| Arbitro: | Grey (Great Yarmouth) |

|                           |           |                       |
| Stapleton 55’ Wilkins 72’ | Marcatori | 14’ Smith 87’ Stevens |

| Arbitro: | Grey (Great Yarmouth) |

|                                                 |           |  |
| Robson 25’, 44’ Whiteside 30’ (rig.) Mühren 62’ | Marcatori |  |

### Coppa UEFA
| Manchester 15 settembre 1982 Trentaduesimi di finale - Andata | Manchester Utd | 0 – 0 referto | Valencia | Old Trafford (46 599 spett.)\| Arbitro: \| Krchňák \| |
| Arbitro:                                                      | Krchňák        |               |          |                                                       |

| Arbitro: | Igna |

|                                |           |            |
| Solsona 71’ (rig.) Roberto 77’ | Marcatori | 44’ Robson |